# Drajna Nouă
Drajna Nouă – wieś w Rumunii, w okręgu Călărași, w gminie Dragalina. W 2011 roku liczyła 1265 mieszkańców.